# Pink Friday
Pink Friday (Розов петък) е дебютният албум на Ники Минаж. Издаден е на 22 ноември 2010 г.

## Списък на песните[1]

### Оригинален траклист
1. I'm the Best – 3:37
2. Roman's Revenge (с Еминем) – 4:38
3. Did It On'em – 3:32
4. Right Thru Me – 3:56
5. Fly (с Риана) – 3:32
6. Save Me – 3:05
7. Moment 4 Life (с Дрейк) – 4:39
8. Check It Out (С Уил Ай Ем) – 4:11
9. Blazin' (с Кание Уест) – 5:02
10. Here I Am – 2:55
11. Dear Old Nicki – 3:53
12. Your Love – 4:05
13. Last Chance (с Наташа Бедингфилд) – 3:51

### Британско Super Bass издание
1. Girls Fall Like Dominoes – 3:44
2. Super Bass – 3:20

### Делукс издание
1. Super Bass – 3:20
2. Blow Ya Mind – 3:41
3. Muny – 3:47

### Дигитално делукс издание
1. Girls Fall Like Dominoes – 3:44
2. Roman's Revenge (с Лил Уейн) – 3:50

### Best Buy делукс издание
1. Wave Ya Hand – 3:00
2. Catch Me – 3:56

### Новозеландско делукс издание
1. Girls Fall Like Dominoes – 3:44

### Японско делукс издание
1. BedRock (с Young Money и Lloyd) – 4:48

### Пълно издание (2020 преиздание)
1. Roman's Revenge (с Лил Уейн) – 3:50

## Сингли
1. Your Love – 4:06
2. Right Thru Me – 3:56
3. Moment 4 Life (участието на Дрейк) – 4:39
4. Did It On 'em – 3:32
5. Girls Fall Like Dominoes – 3:44
6. Super Bass – 3:20
7. Roman's Revenge (с участието на Еминем) – 4:39
8. Fly (с участието на Риана) – 3:33

## Сертификации
| Страна         | Сертификация |
| -------------- | ------------ |
| Австралия      | златен       |
| Великобритания | платинен     |